# Abdulkadir Özdemir
Abdulkadir Özdemir (sinh 25 tháng 3 năm 1991) là một cầu thủ bóng đá Thổ Nhĩ Kỳ cho Büyükşehir Belediye Erzurumspor. Anh ra mắt Süper Lig vào ngày 23 tháng 9 năm 2013.